# 1832 en France
Chronologie de la France
- 1828
- 1829
- 1830
- 1831
- 1832
- 1833
- 1834
- 1835
- 1836

Cette page concerne l’année 1832 du calendrier grégorien.

## Événements
- 2 janvier : Le National, journal d'Armand Carrel, se prononce pour la république[1].
- 4 janvier : la police évente un complot dit « des tours de Notre-Dame », tentative pour déclencher une insurrection en sonnant le tocsin de Notre-Dame[2].
- 10 - 12 janvier : « procès des Quinze » principaux dirigeants républicains de la « Société des amis du peuple ». Auguste Blanqui est condamné à un an de prison[3].
- 19 janvier : après La Nouvelle-Orléans (1er-3 janvier), Tocqueville et Beaumont en séjour à Washington (16 janvier-6 février) sont reçus par le président Andrew Jackson[4].
- 20 janvier : ordonnance de police qui réserve l'exercice du commerce ambulant aux seuls indigents parisiens[5].
- 21 janvier : le légitimiste Louis de Bonnechose, blessé à la ferme de la Goyère, dans la commune de Saint-Georges-de-Montaigu, meurt à Bourbon-Vendée des suites de ses blessures[6].
- 22 janvier : 
  - le Journal des débats annonce le creusement de six nouveaux égouts dans Paris[5].
  - à Paris, la police ferme les salles rue Taitbout et rue Monsigny où se réunissaient les saint-simoniens[5].
- 24 janvier : le pont suspendu de Bercy est inauguré par Louis Philippe[5].

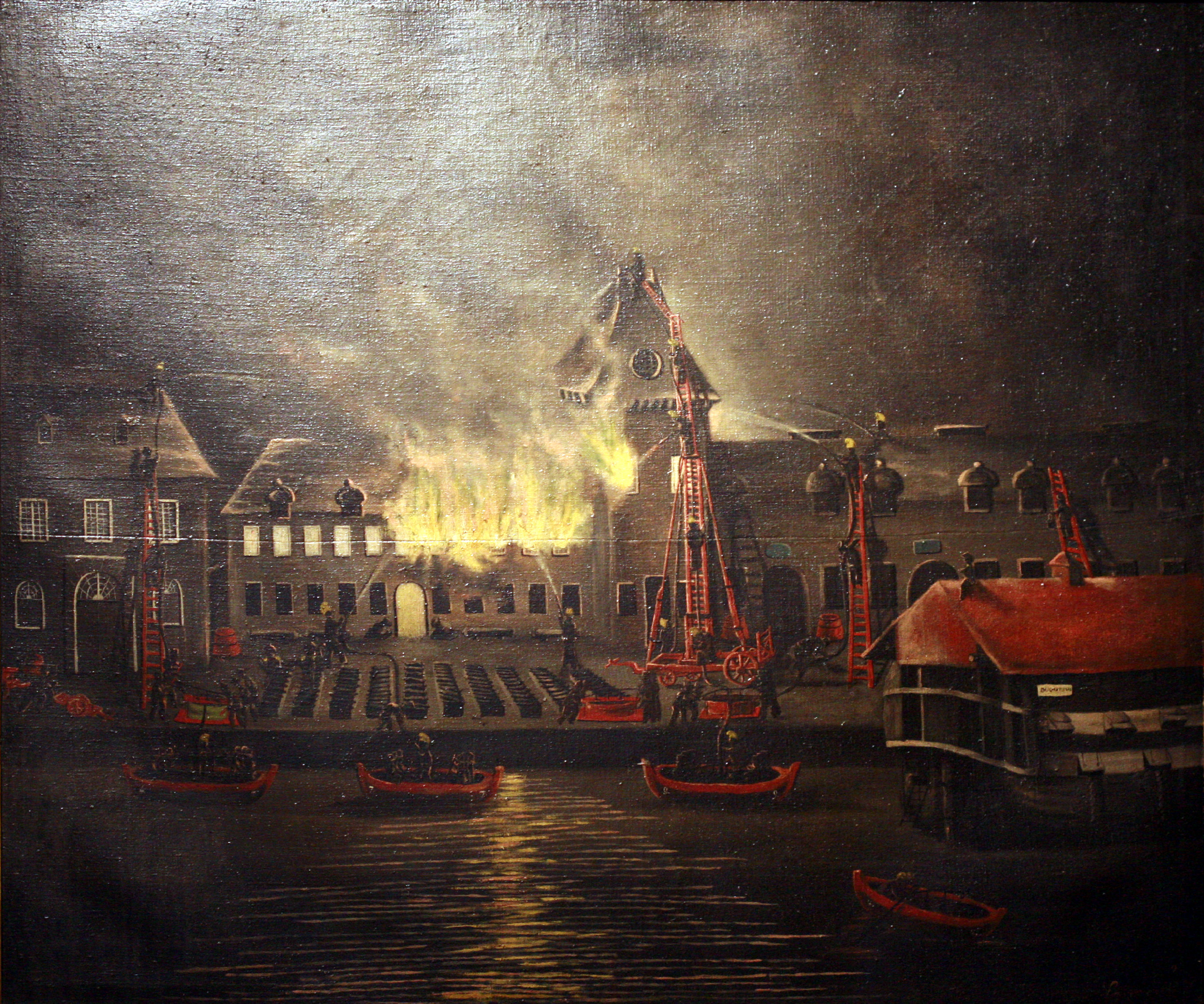
Incendie de la salle d'armes à Brest le 25 janvier 1832

### Février

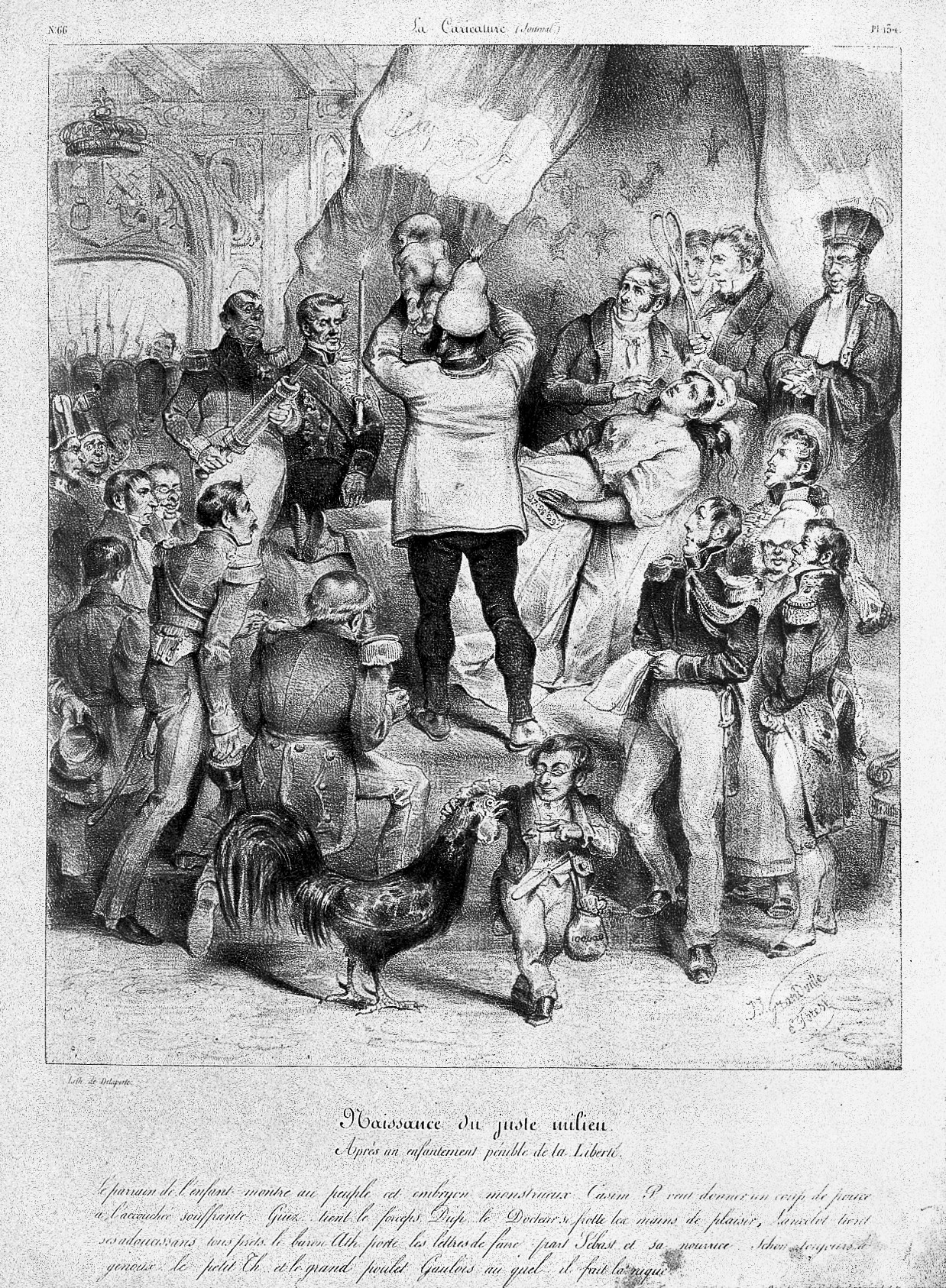
Naissance du juste milieu. Après un enfantement pénible de la Liberté, lithographie de Forest d'après Granville parue dans La Caricature, 2 février 1832

- 1er février : la police évente le complot dit « de la rue des Prouvaires »[7] ; à l'occasion d'un bal aux Tuileries, les conjurés légitimistes voulaient capturer le roi et la famille royale et proclamer Henri V.
- 6 février : première victime de l'épidémie de choléra à Paris. Elle prend une ampleur exceptionnelle à partir du 29 mars et tue plus de dix-huit mille cinq cents Parisiens jusqu'au 1er octobre[8].
- 7 février :
  - en riposte à l’occupation de Bologne par les Autrichiens à la demande du légat pontifical, la France envoie le vaisseau Suffren et deux frégates transportant 1 100 hommes du 66e de ligne à Ancône, dans les États pontificaux. Les troupes françaises occuperont la ville jusqu’au départ des Autrichiens de Bologne en 1839[9].
  - Chateaubriand est nommé, avec Berryer, le maréchal Victor, Pastoret, Fitz-James et Hyde de Neuville, membre du « gouvernement secret », sorte de Conseil de régence constitué par la duchesse de Berry[10].
- 13 février :
  - première victime de l'épidémie de choléra enregistrée à Londres[5].
  - Olinde Rodrigues publie Aux saint-simoniens : bases de la loi morale proposée à l'acceptation des femmes[5].
- 16-17 février : suicide des jeunes auteurs dramatiques saint-simoniens Victor Escousse et Auguste Lebras après l'échec de leur drame Raymond, créé le 23 janvier[5].
- 17 février : attentat manqué manqué de Bertier de Sauvigny contre Louis-Philippe[5].
- 20 février : Tocqueville et Beaumont embarquent pour la France à New York sur le Henri-IV[11].
- 22 février : le capitaine de vaisseau Gallois parti sur une frégate avec le 66e régiment de ligne débarque à Ancône le 22 de nuit à 2 H du matin. Investissement d'Ancône. La ville et la citadelle sont occupées par la France. Il s'agit de faire pièce à l'intervention de l'Autriche[9].
- 23 février : Daumier est condamné pour son Gargantua à six mois de prison et cinq cents francs d'amende[5].
- 26 février : premier concert de Frédéric Chopin à Paris dans les salons Pleyel de la rue Cadet[12].

### Mars
- 2 mars : loi relative à la liste civile, fixée à 12 millions par an plus un million pour le prince royal, auxquels s’ajoutent les immeubles de la Couronne (le Louvre, les Tuileries, l'Élysée-Bourbon, les domaines de Versailles, Marly, Saint-Cloud, Meudon, Saint-Germain-en-Laye, Compiègne, Fontainebleau et Pau, les manufactures de Sèvres, des Gobelins et de Beauvais, les bois de Boulogne, de Vincennes et de Sénart et tous les biens composant l’apanage d’Orléans) et la dotation mobilière comprenant les pierreries, statues, tableaux et meubles des palais royaux et du garde-meuble de la Couronne[13].
- 11 - 13 mars : « affaire du 35e de ligne » à Grenoble. Le 11 mars, le préfet de l'Isère Maurice Duval interdit un bal masqué à la suite d'une mascarade critique à l’égard de la politique du gouvernement. Le lendemain un charivari a lieu sous les fenêtres de la préfecture. Les manifestants sont dispersés sans sommation par les baïonnettes du premier bataillon du 35e régiment d'infanterie de ligne, requis par le préfet ; 26 d'entre eux sont blessés. Le 13 mars, alors que les habitants se rassemblent pour protester, en l'absence du maire, l'administration municipale convoque la Garde nationale. Un corps franc de jeune gens s'arme et marche sur la préfecture ; après négociations, le 35e régiment de ligne est contraint de quitter la ville sous les huées de la population (« conduite de Grenoble »)[14]. En riposte, le 17 mars, Casimir Perier dissout la Garde nationale de Grenoble et ramène le 35e de ligne dans la ville où il défile musique en tête[15].
- 16 mars : à Troyes, Claude Gueux est condamné à mort[16].
- 21 mars : loi sur le recrutement militaire et la formation de l'armée[17]. La loi Soult impose un service militaire de sept années[18]. L’armée est constituée d’appelés incorporés et de conscrits formant la réserve.

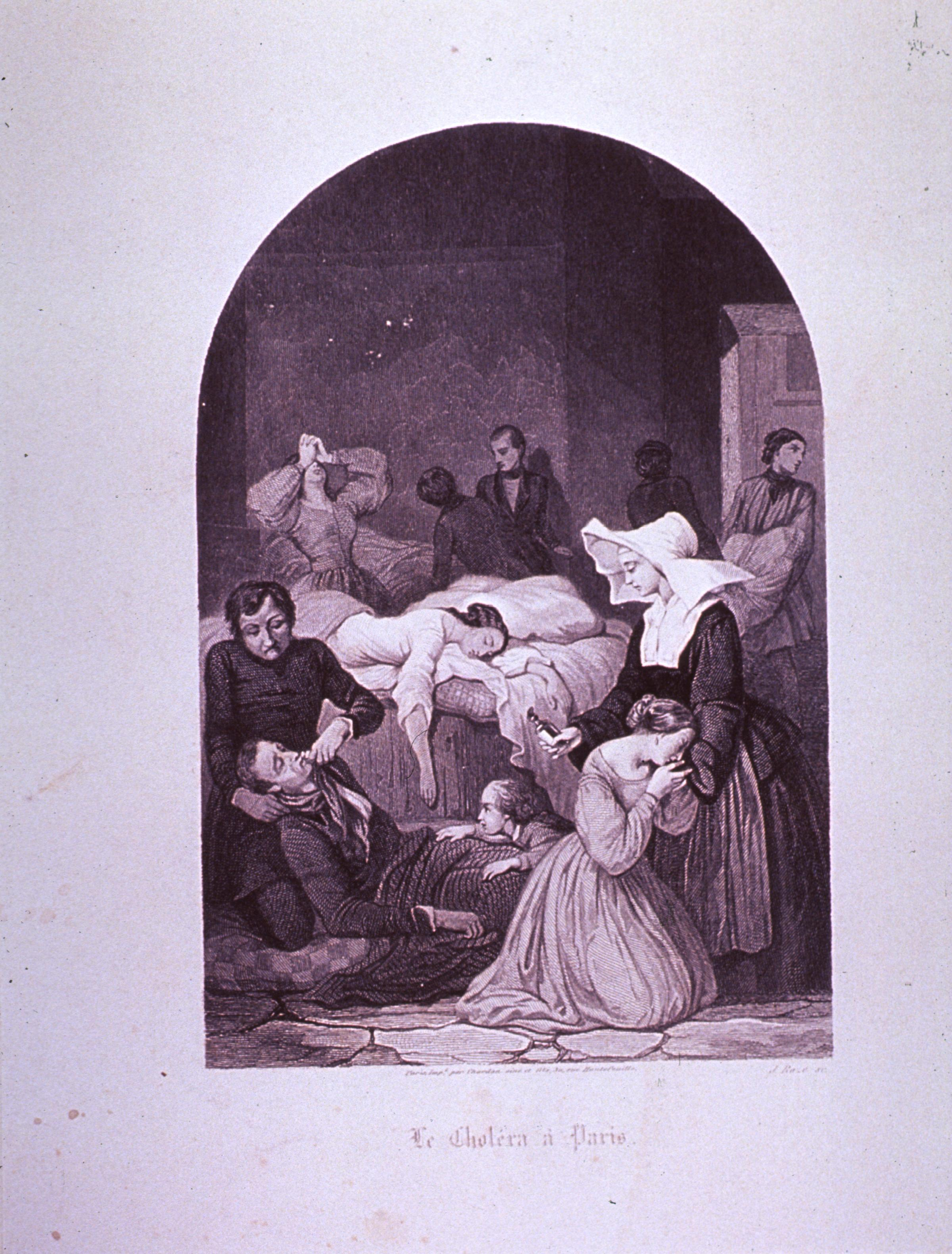
Le choléra à Paris, gravure de Roze, Chardon ainè et fils

- 26 mars : début de l’épidémie de choléra à Paris[5]. Parmi les premières victimes, on signale le cuisinier du maréchal Lobau, rue Mazarine, une fillette de dix ans, dans l'île de la Cité ; une marchande ambulante dans le quartier de l'Arsenal et un vendeur d'œufs, dans la rue de la Mortellerie, près de l'Hôtel de Ville[19]. L'épidémie fera 12 884 morts en avril. Elle prendra fin en septembre[20].
- 27 mars : occupation de Bône par les Français[18].

### Avril
- 1er avril : Casimir Perier en compagnie du duc d'Orléans et du préfet Gisquet visite les malades du choléra à l'Hôtel Dieu de Paris[5].
- 1er - 3 avril : émeute des chiffonniers qui se révoltent contre l'enlèvement des immondices ordonné par les autorités pour assainir la ville ravagée par le choléra[5].
- 2 avril : dans une circulaire aux commissaires de police, le préfet de police Henri Gisquet dénonce les calomnies répandues dans la population par les ennemis de l'ordre, qui voient dans l'épidémie de choléra un empoisonnement des fontaines publiques, des tonneaux de vin et de la nourriture, effectuée par les agents de l'autorité. Il poursuit en dénonçant  « des misérables [qui] ont conçu le projet de parcourir les cabarets et les étaux des boucheries avec des fioles et des paquets de poison » pour accréditer leurs suppositions[19].
- 8 avril : réforme du Code pénal et création de la détention (art. 7 & 20). La déportation est remplacée transitoirement par la détention perpétuelle (article 17)[21].
- 10 avril : loi condamnant les membres de la famille de Charles X au bannissement perpétuel. La loi confirme également l'exil de la famille Bonaparte[22].
- 17 avril : loi apportant divers adoucissements à la contrainte par corps[23].
- 20 avril : Le Globe cesse de paraître[24].
- 21 avril :
  - clôture de la cession parlementaire[25].
  - loi supprimant définitivement la Loterie royale à compter du 1er janvier 1836[26].
- 22 avril : Prosper Enfantin fonde une communauté à Ménilmontant avec environ quarante membres du mouvement saint-simonien, dispersée en 1833[27].
- 28 avril : loi réformant le Code pénal et le Code d’instruction criminelle[28], l’un des grands textes législatifs de la monarchie de Juillet ; suppression des châtiments corporels, abolition de la peine de mort dans neuf cas, extension importante du domaine d’application des circonstances atténuantes[29].
- Nuit du 28 au 29 avril : débarquement de la duchesse de Berry en Provence, près de Marseille, où elle tente de fomenter une insurrection royaliste[30]. Ce premier coup de main est suivi d'une tentative de soulèvement en Vendée.

### Mai
- 5 mai : rixes sanglantes place Vendôme[30].
- 16 mai : Casimir Perier meurt du choléra[31].
- 17 mai : la duchesse de Berry arrive au château de la Preuille, à Saint-Hilaire-de-Loulay en Vendée[32]. Elle tente en vain de soulever la Vendée et plusieurs départements de l'Ouest (17 mai-8 juin)[7].
- 19 mai : enterrement de Casimir Perier[30].
- 21 mai : Tocqueville démissionne de sa position de juge suppléant, par solidarité avec Beaumont, révoqué le 16 de ses fonctions de substitut près le tribunal de première instance de la Seine pour avoir refusé de siéger au titre de représentant du ministère public dans le procès opposant la baronne de Feuchères, protégée de Louis-Philippe, à la famille légitimiste des Rohan, dont il est politiquement solidaire[33].
- 25 mai : Rémusat est reçu à l'ambassade de France à Londres (Hanover Square) où vient proposer à Talleyrand de prendre la présidence du Conseil. Ce-dernier refuse[34].
- 28 mai : trente neuf députés de l'opposition parlementaire publient un manifeste qui condamne le « système du 13 mars 1831 » et reçoit l'adhésion de 150 députés, soit plus du tiers de la Chambre[35].
- 29 mai - 1er juin : Louis-Philippe reçoit le roi des Belges au château de Compiègne. L’entrevue vise à arrêter les conditions du mariage du roi Léopold avec la princesse Louise d’Orléans, fille aînée de Louis-Philippe[35].
- 30 mai : 
  - victoire des Orléanistes sur les Vendéens au combat de Touchenault[36].
  - âgé de vingt et un ans, le mathématicien Évariste Galois est tué en duel[37].

### Juin
- 1er juin : le général Lamarque, figure de l’épopée napoléonienne, puis de l’opposition libérale sous la Restauration et de l’opposition républicaine sous la monarchie de Juillet, meurt du choléra[35]
- 2 juin : l’enterrement du mathématicien républicain Évariste Galois, tué lors d’un duel, donne lieu à un grand rassemblement républicain prélude à celui qui marquera les obsèques du général Lamarque, trois jours plus tard[35].
- 3 - 4 juin : début de la tentative de soulèvement de la Vendée par la duchesse de Berry, aisément réprimée par les troupes du général Dermoncourt[38].
- 5, 6 et 7 juin : insurrection déclenchée à l’occasion des obsèques du général Lamarque, député républicain[7]. Bataille du cloître Saint-Merri[31]. Paris est mis en état de siège. Le Gouvernement reprend facilement la situation en main. L'état de siège dure jusqu'au 29 juin.
- 5 juin : assassinat du chef vendéen Charles Bascher au combat de la Hautière[32].
- 6 juin : victoires des Orléanistes sur les Vendéens au combat du Chêne et au combat de la Penissière. Victoire des Chouans au combat de Riaillé[32].

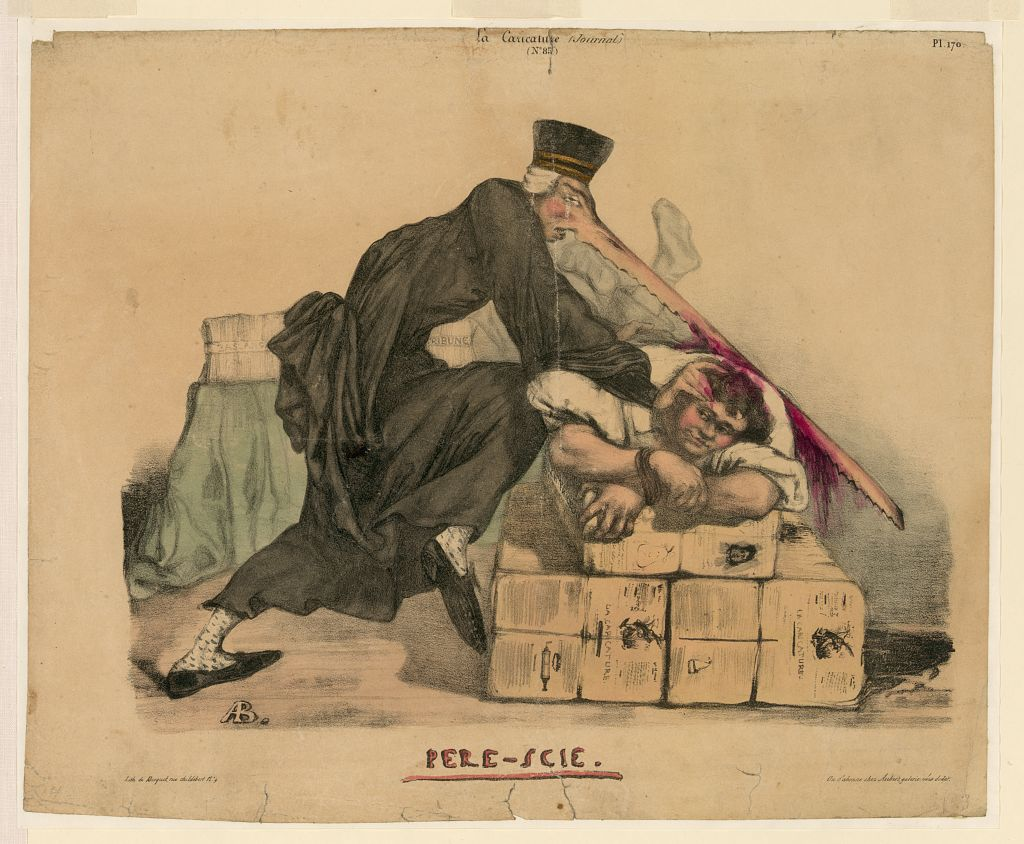
Caricature du procureur Jean-Charles Persil dans le rôle de « Père-scie », au long nez en dents de scie avec lequel il tente de décapiter Charles Philipon les mains liées allongé sur une pile de volumes de La Caricature.

- 7 juin : l'état de siège est proclamé à Paris[39]. Armand Carrel proteste dans le National. Le procureur Persil demande la tête de Paulin, gérant du national, qui est acquitté le 29 août[40].
- 8 juin : renforcement des pouvoirs du Conseil général des ponts et chaussées[41].
- 13 juin : de faux bruits sur l'issue des événements de Paris aboutissent à une rixe à Bédarieux entre légitimistes et libéraux[42].
- 16 juin : arrestation de Chateaubriand ; « prévenu de conspiration contre la sûreté de l'État », il est placé en détention préventive une quinzaine de jours dans les appartements du préfet de police Gisquet[10].
- 28 juin : échec des négociations entre Louis-Philippe et André Dupin pour la formation d'un nouveau cabinet ; le roi furieux de Dupin, le chasse publiquement en Nivernais[43]
- 30 juin : une ordonnance de non-lieu rend la liberté à Chateaubriand[10].

### Juillet
- 22 juillet : le duc de Reichstadt, fils de Napoléon, meurt à Vienne des suites de tuberculose[31].
- 29 juillet : feux d'artifice tirés du pont de la Concorde et de la barrière du Trône pour célébrer les « Trois Glorieuses »[5].

### Août
- 3 août : Isidore Geoffroy Saint-Hilaire lit un mémoire sur les oiseaux à la Société d'histoire naturelle de Paris[5].
- 4 août : les deux premiers cas de choléra sont identifiés à Bordeaux[44].
- 8 août : Chateaubriand repart pour la Suisse, le 27 août il rejoint Madame Récamier à Constance. Il rend visite à la reine Hortense, en exil à Arenenberg[45] (ou le 16?)[10].

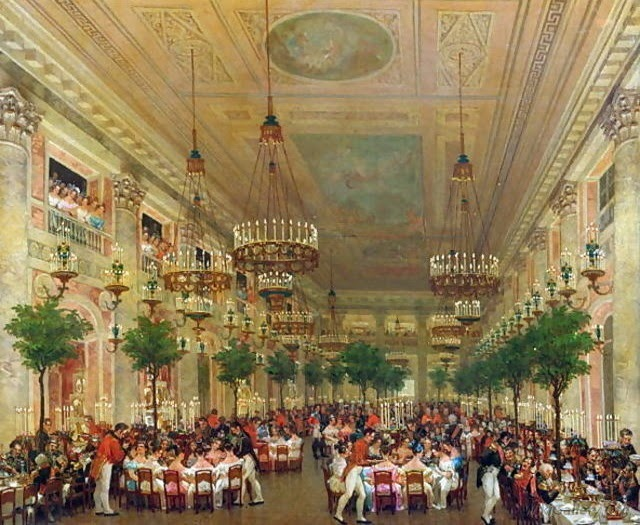
Fête aux Tuileries pour le mariage du roi Léopold Ier de Belgique et de la princesse Louise Marie d'Orléans, 1832

- 9 août : mariage, au château de Compiègne, du roi des Belges Léopold Ier et de la princesse Louise d’Orléans[46].
- 15 août : 
  - premier numéro de La Femme libre, revue féministe créée par Marie-Reine Guindorf et Désirée Véret[5].
  - l’encyclique Mirari vos, du pape Grégoire XVI, condamne le journal l’Avenir et ses positions libérales[5].
- 27 août : Daumier est incarcéré à Sainte-Pélagie[5].
- 27-28 août : procès des saint-simoniens. Enfantin, Michel Chevalier, Émile Barrault, Charles Duveyrier et Olinde Rodrigues comparaissent devant la cour d'assises pour constitution d'association interdite par la loi et publication d'écrits outrageant la morale publique. Enfantin, Duveyrier et Chevalier sont condamnés à un an de prison. Enfantin et Chevalier sont emprisonnés à Sainte-Pélagie le 15 décembre[47].
- Charles-Louis Havas établit à Paris un bureau de traduction de journaux étrangers pour les quotidiens français. Il prend le nom d'Agence Havas en décembre 1835[48].

### Septembre
- 10 septembre : Lamennais et les rédacteurs de L'Avenir publient une déclaration de soumission aux autorités romaines[49].

### Octobre
- 1er octobre :

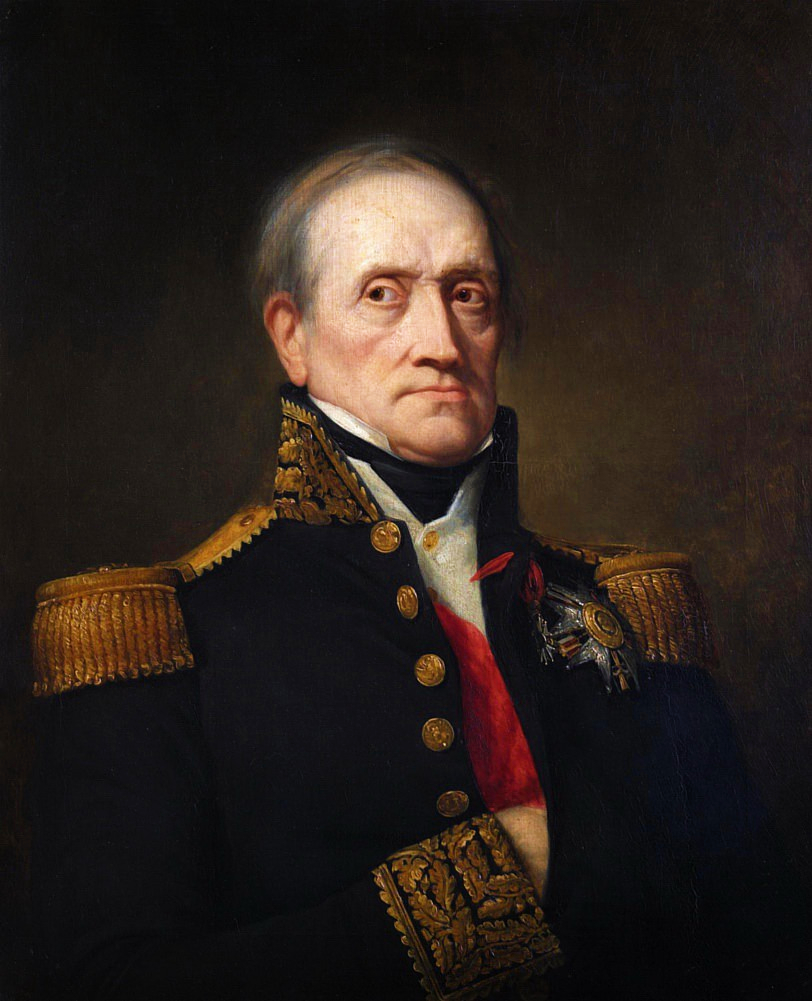
Nicolas Soult, premier ministre

  - un rapport établit que depuis le mois de mars le choléra a enlevé à Paris plus de 18 000 personnes[50]. Environ 102 000 personnes sont tuées par l'épidémie sur l'ensemble du pays[51]
  - ouverture de la première ligne de chemin de fer français Saint-Étienne-Lyon[52].
- 11 octobre : premier gouvernement du maréchal Soult, le ministère de tous les talents[38] ; le maréchal Soult, duc de Dalmatie, président du Conseil et ministre de la Guerre (fin en 1834). Avec Guizot, les doctrinaires, favorables à la monarchie constitutionnelle mais hostiles à l'extension du suffrage, sont appelés au gouvernement. Guizot, ministre de l’Instruction publique (fin en 1837), organise l’enseignement en favorisant l’ouverture d’écoles primaires dans les communes. Le duc de Broglie, ministre des Affaires étrangères (fin en 1834). Thiers, ministre de l'Intérieur. Les Finances sont confiées à Georges Humann, riche banquier alsacien.
- 23-31 octobre : procès du cloître Saint-Merri ; six condamnations sont prononcées[5].
- 24 octobre : traité entre la régence de Tunis et la France, qui obtient le droit exclusif de la pêche du corail sur les côtes tunisiennes[53].
- 26 octobre : une ordonnance rétablit la cinquième Académie de l'Institut de France, l'Académie des sciences morales et politiques[54].

### Novembre

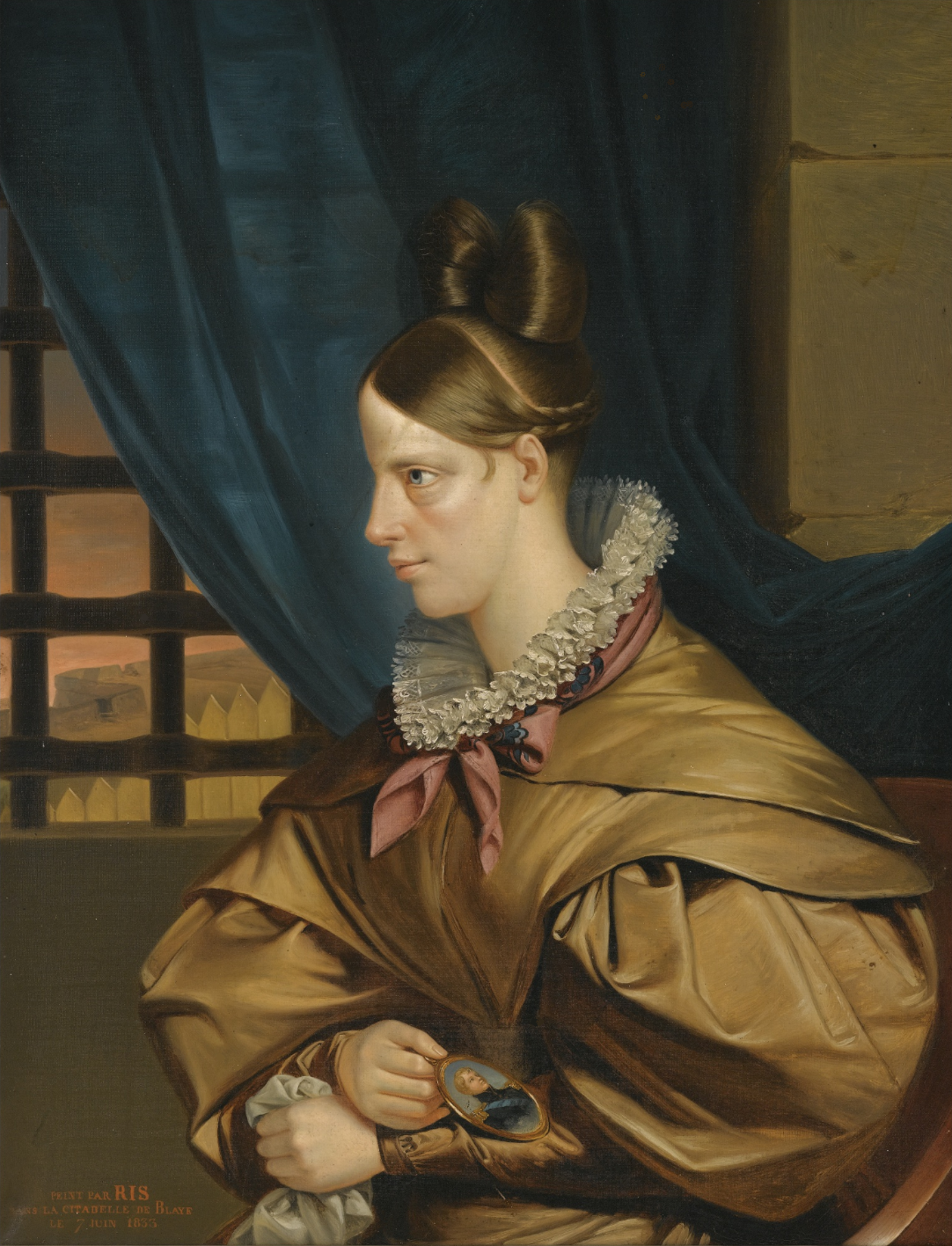
La duchesse de Berry emprisonnée dans la citadelle de Blaye, d'après François Riss, vers 1833.

- 7 novembre : la duchesse de Berry est arrêtée à Nantes et internée dans la citadelle de Blaye sous la garde du général Bugeaud[35].
- 11 novembre : le pasteur français Eugène Casalis, envoyé par la Société des missions évangéliques de Paris chez les Basuto du Lesotho, quitte Gravesend et atteint l'Afrique du sud le 22 février 1833[55]. Il joue un rôle politique et diplomatique considérable auprès du roi Moshoeshoe (Moschech), tout en formant des catéchistes parmi les autochtones et en organisant l’enseignement primaire.
- 13 novembre : Chateaubriand quitte la Suisse pour Paris[10].
- 15 novembre : avec l’accord du Royaume-Uni, la France envoie une armée de 70 000 hommes, commandée par le maréchal Gérard, en Belgique afin de contraindre les Pays-Bas à exécuter le traité du 15 novembre 1831[35].
- 19 novembre :
  - début du siège de la citadelle d'Anvers, tenue par les troupes néerlandaises commandées par le général David Chassé, par les troupes françaises du maréchal Gérard[35].
  - ouverture de la session parlementaire[35].
  - attentat manqué contre Louis-Philippe Ier. Alors que Louis-Philippe se rend au Palais Bourbon, il essuie rue du Bac un coup de feu tiré par un étudiant en droit, Louis Bergeron, républicain exalté[5]. Celui-ci sera acquitté le 18 mars 1833.
- 21 novembre :
  - Algérie : après plusieurs tentatives infructueuses pour s’emparer d'Oran, Abd el-Kader est proclamé sultan[56].
  - Dupin aîné devient président de la Chambre des députés (1832-1837)[57].
- 22 novembre : représentation du Roi s'amuse de Hugo au Théâtre-Français. Les représentations sont suspendues le lendemain[58].

### Décembre

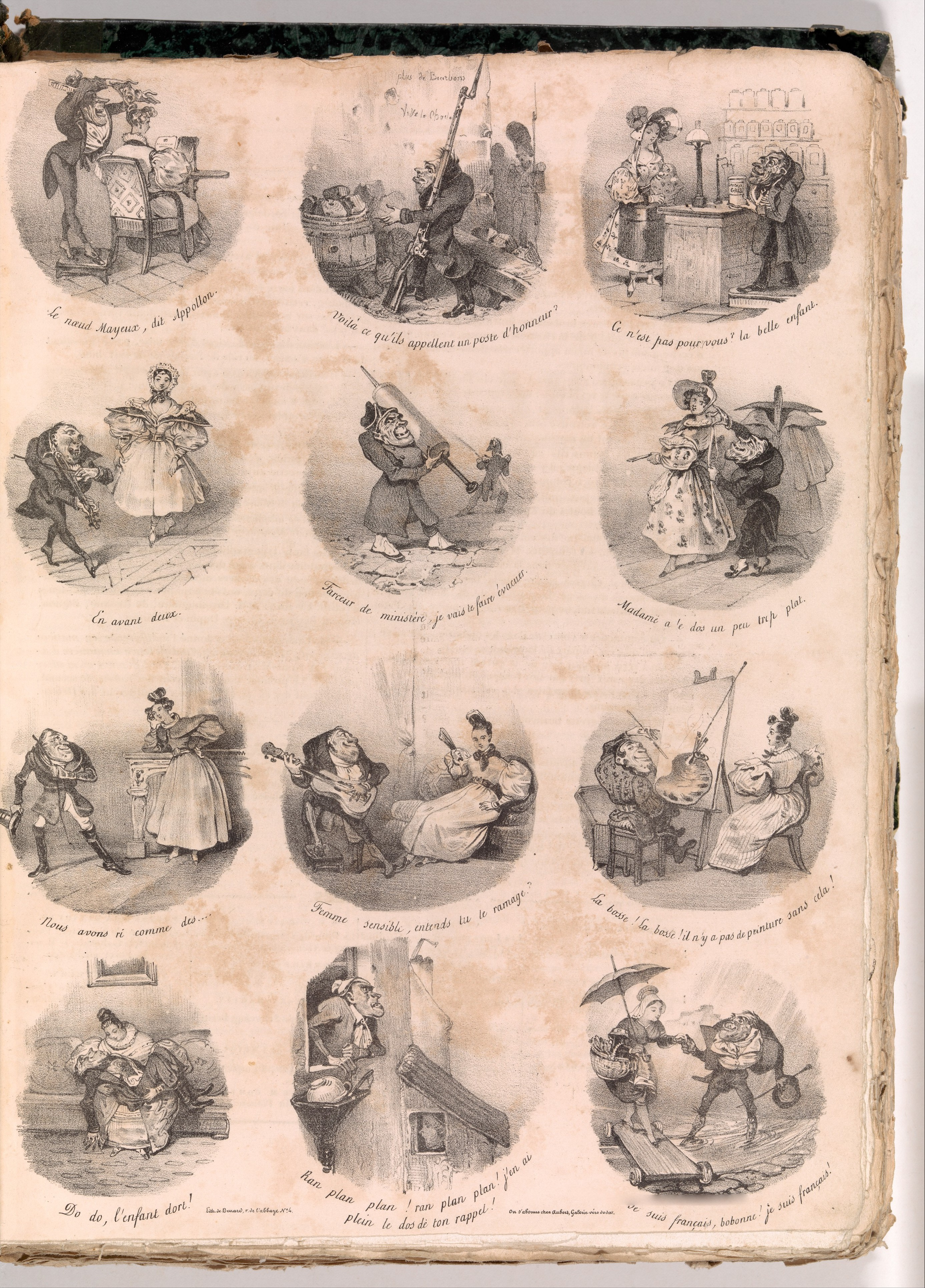
Douze vignettes satiriques (Le Charivari, 10 décembre 1832)

- 1er décembre : Charles Philipon fonde Le Charivari, quotidien illustré satirique[59].
- 3 décembre : le comte d'Argout, ministre du Commerce et des travaux public, envoie une circulaire aux préfets. Il préconise le placement des enfants délinquants en apprentissage[60].
- 11 décembre : rupture entre Lacordaire et Lamennais[61].
- 15 décembre : procès dit « du droit d'association » ; dissolution de la « Société des amis du peuple ». Prosper Enfantin et Michel Chevalier sont emprisonnés à Sainte-Pélagie pour outrages à la morale publique et aux bonnes mœurs[5].
- 19 décembre : devant le tribunal de commerce, procès de Victor Hugo contre le Théâtre-Français[58]. Victor Hugo ajoute sa plaidoirie (fortement politique) à celle d'Odilon Barrot, son avocat.
- 23 décembre : capitulation de la citadelle d’Anvers, que la France remet aux Belges[5].
- 29 décembre : Mémoire sur la captivité de Madame la duchesse de Berry brochure publiée chez Le Normant par Chateaubriand qui connait un succès immédiat ; 30 000 exemplaires sont distribués avant la saisie le 9 janvier 1833[62].

## Naissances en 1832
- 6 janvier : Gustave Doré, graveur et sculpteur français († 1883).
- 23 janvier : Édouard Manet, peintre français († 1883).
- 26 mars : Michel Bréal, linguiste français († 1915).
- 5 avril : Jules Ferry, homme politique français († 1893).
- 17 juillet : Gédéon Baril, peintre, écrivain, dessinateur et caricaturiste français († 3 juillet 1906).
- 28 septembre : Émile Gaboriau, écrivain français († 1873).
- 15 décembre : Gustave Eiffel, ingénieur français († 1923).
- 30 décembre : Antoine Révillon, journaliste, écrivain et homme politique français.

## Décès en 1832
- 4 mars : Jean-François Champollion, égyptologue français.
- 7 mai : Charles Guillaume Alexandre Bourgeois, peintre, graveur, physicien et chimiste français (° 16 décembre 1759).
- 13 mai : Georges Cuvier, paléontologue et naturaliste français.
- 16 mai : Casimir Perier, homme politique, régent de la Banque de France.
- 31 mai : Évariste Galois, mathématicien français.
- 18 juillet : Claude François, marquis de Jouffroy d'Abbans, ingénieur (bateau à vapeur).
- 22 juillet : Napoléon II, « l’Aiglon », fils de Napoléon Bonaparte ; Louis-Napoléon Bonaparte incarne dès lors la rélève dynastique napoléonienne.
- 30 juillet : Jean Antoine Claude Chaptal, comte de Chanteloup, chimiste, médecin et homme politique (° 1756).
- 14 novembre :  Jean-Baptiste Say, économiste classique et industriel français (° 1767).
- 29 décembre :
  - Étienne François Sallé de Chou, homme politique français, député du Berry aux États généraux de 1789. (° 9 mars 1754).
- 30 décembre : Louis Évain, militaire français naturalisé belge où il devient ministre de la Guerre (° 14 août 1775)